# Bond University
Bond University – australijska szkoła wyższa z siedzibą w Gold Coast w stanie Queensland. Powstała w roku 1987 i była pierwszą w kraju prywatną uczelnią o statusie uniwersytetu. Status ten został nadany jej specjalną ustawą parlamentu stanowego pod tytułem Bond University Act. Według stanu na rok 2009, kształci ok. 3200 studentów, w tym ok. tysiąca osób na studiach II i III stopnia. Bond jest jedynym australijskim uniwersytetem, gdzie program trzech semestrów realizowany jest w ciągu jednego roku kalendarzowego. Studenci mają przez to znacznie krótsze wakacje, ale mogą ukończyć studia szybciej niż ich koledzy z innych ośrodków. Nazwa uczelni pochodzi od nazwiska jej fundatora, kontrowersyjnego przedsiębiorcy Alana Bonda.

## Struktura
Uczelnia dzieli się na cztery wydziały:
- Wydział Biznesu, Technologii i Zrównoważonego Rozwoju
- Wydział Nauk o Zdrowiu i Medycyny
- Wydział Nauk Humanistycznych i Społecznych
- Wydział Prawa

## Znani absolwenci
- Chris Atkinson – kierowca rajdowy
- Lara Davenport – mistrzyni olimpijska w pływaniu
- Chris Fydler – mistrz olimpijski i mistrz świata w pływaniu
- Grant Hackett – trzykrotny mistrz olimpijski i siedemnastokrotny mistrz świata w pływaniu
- Ky Hurst – wicemistrz świata w pływaniu
- Daniel Kowalski – mistrz olimpijski i mistrz świata w pływaniu
- Giaan Rooney – mistrz olimpijski i trzykrotny mistrz świata w pływaniu
- Lavaka Ata 'Ulukalala – książę następca tronu Królestwa Tonga
- Andrew Utting – wicemistrz olimpijski w baseballu